# Biathlon aux Jeux olympiques de 1994
Navigation
Albertville 1992 Nagano 1998
Les épreuves de biathlon aux Jeux olympiques d'hiver de 1994 ont lieu sur le site du stade de ski de Birkebeineren entre le 15 au 26 février 1994.

## Palmarès

### Hommes
| Épreuve           | Or                                                         | Argent                                                                   | Bronze                                                                     |
| ----------------- | ---------------------------------------------------------- | ------------------------------------------------------------------------ | -------------------------------------------------------------------------- |
| 10 km sprint      | Sergei Tchepikov                                           | Ricco Groß                                                               | Sergei Tarasov                                                             |
| 20 km individuel  | Sergei Tarasov                                             | Frank Luck                                                               | Sven Fischer                                                               |
| Relais 4 × 7,5 km | Allemagne Ricco Groß Frank Luck Mark Kirchner Sven Fischer | Russie Valeri Kirienko Vladimir Dratchev Sergei Tarasov Sergei Tchepikov | France Thierry Dusserre Patrice Bailly-Salins Lionel Laurent Hervé Flandin |

### Femmes
| Épreuve           | Or                                                                     | Argent                                                                    | Bronze                                                                |
| ----------------- | ---------------------------------------------------------------------- | ------------------------------------------------------------------------- | --------------------------------------------------------------------- |
| 7,5 km sprint     | Myriam Bédard                                                          | Svetlana Paramygina                                                       | Valentina Tserbe                                                      |
| 15 km individuel  | Myriam Bédard                                                          | Anne Briand                                                               | Uschi Disl                                                            |
| Relais 4 × 7,5 km | Russie Nadejda Talanova Natalia Snytina Louiza Noskova Anfisa Reztsova | Allemagne Uschi Disl Antje Harvey Simone Greiner-Petter-Memm Petra Schaaf | France Corinne Niogret Véronique Claudel Delphyne Heymann Anne Briand |

## Tableau des médailles
| Rang | Nation      | Or | Argent | Bronze | Total |
| ---- | ----------- | -- | ------ | ------ | ----- |
| 1er  | Russie      | 3  | 1      | 1      | 5     |
| 2e   | Canada      | 2  | 0      | 0      | 2     |
| 3e   | Allemagne   | 1  | 3      | 2      | 6     |
| 4e   | France      | 0  | 1      | 2      | 3     |
| 5e   | Biélorussie | 0  | 1      | 0      | 1     |
| 6e   | Ukraine     | 0  | 0      | 1      | 1     |